# Gustav Linker
Gustav Linker (* 27. April 1827 in Marburg; † 24. August 1881 in Prag) war ein deutscher Klassischer Philologe.

## Leben
Gustav Linker besuchte von 1841 bis 1846 das Gymnasium zu Kassel und studierte anschließend Klassische Philologie und Geschichte an der Universität seiner Heimatstadt. Seine akademischen Lehrer waren der Philologe Theodor Bergk und die Historiker Heinrich von Sybel und Georg Waitz. Nach seiner Promotion mit einer Arbeit über die Fragmente der Historien des Sallust (1850) ging Linker auf Anregung seines Lehrers Bergk an die Berliner Universität, wo er seine Studien vertiefte. Nach einigen Monaten ging er weiter an die Universität Wien und habilitierte sich hier bereits 1851.
Anschließend arbeitete Linker als Privatdozent und Amanuensis an der Bibliothek. Bei der Erkrankung des Professors Karl Josef Grysar übernahm Linker die Leitung des Philologischen Seminars. Einen Ruf der Universität Krakau (1856) nahm er zwar an, trat die Stelle jedoch erst 1858 an, als die Nachfolge des inzwischen verstorbenen Grysar mit der Berufung von Johannes Vahlen gesichert war.
1861 wechselte in Krakau die Unterrichtssprache von deutsch zu polnisch. Darum wechselte Linker an die Universität Lemberg, deren Unterrichtssprache damals noch deutsch war. Als 1870 auch in Lemberg polnisch als Unterrichtssprache eingeführt wurde, wechselte Linker an die Universität Prag. Dort blieb er bis an sein Lebensende.
In seiner Forschung beschäftigte sich Linker besonders mit dem Historiker Sallust, dessen Werke er nach der indirekten Überlieferung bearbeitete und emendierte. In seiner Wiener Zeit kam die Beschäftigung mit dem Dichter Horaz hinzu.